# Провоторов, Александр Юрьевич
Алекса́ндр Ю́рьевич Провото́ров (7 ноября 1974, Москва) — российский управленец, частный инвестор в венчурные, IT и медиа проекты в России и за рубежом. С мая 2013 года — генеральный директор и президент компании «Tele2 Россия», с марта 2014 года — первый заместитель генерального директора компании «Tele 2 Россия». Президент компании «Ростелеком» с июля 2010 по март 2013. Имеет опыт работы в Советах директоров и других органах управления различных компаний, преимущественно в телекоме, медиа и IT. Среди компаний, в органах управления которых работал Провоторов — «Связьинвест», «Ростелеком», «Уралсвязьинформ», «Центртелеком», «Газпром-Медиа», ИД «Афиша», «Европа-Плюс» и другие.

## Карьера
Александр Провоторов родился в Москве 7 ноября 1974 года. В 1996 году окончил юридический факультет МГУ. С 1996 по 1999 год работал в «Ренессанс Капитал» юристом. Затем с 1999 по 2001 год продолжил карьеру старшим юристом в «Группе Спутник». В 2001 году возглавил юридическое управление в «Газпром-медиа». В 2001 году принят на должность начальника юридического управления «Газпром-медиа». С 2003 года перешёл на должность вице-президента инвестиционного департамента «Группы Спутник». С 2009 года работал первым заместителем генерального директора компании «Связьинвест», где под его руководством была разработана программа реорганизации, в результате которой к российскому оператору международной и междугородной связи «Ростелеком» были присоединены межрегиональные компании связи (МРК).
В 2010—2013 году в компании «Ростелеком»: сначала генеральный директор компании, позже — президент (в связи с переименованием должности). При нём была проведена реорганизация компании, путём присоединения к ней межрегиональных компаний связи, начат ребрендинг компании. Под руководством Провоторова «Ростелеком» получил статус единственного исполнителя программы «Электронное правительство» (портал Gosuslugi.ru), стал одним из лидеров рынка платного телевидения, запустил проект облачной платформы О7 и принял участие в проекте организации видеонаблюдения на выборах президента России в 2012 году.
18 июня 2012 года указом В. Путина включён в состав совета при президенте РФ по модернизации экономики и инновационному развитию России.
27 марта 2013 года решением совета директоров компании «Ростелеком» контракт с Провоторовым был досрочно прекращён. За досрочное прекращение контракта должен был получить 229 млн рублей. Из них 200 млн — «золотой парашют» и 29 млн рублей — годовая компенсация. Сам Провоторов сообщал, что намерен большую часть вознаграждения направить на благотворительность.
27 мая 2014 года Арбитражный апелляционный суд Санкт-Петербурга подтвердил решение о признании незаконной выплаты вознаграждения Провоторову.
31 декабря 2014 года вернул 200 миллионов рублей, полученных им ранее в качестве «золотого парашюта», компании «Ростелеком». Компания же, в свою очередь, направила деньги на благотворительность в фонд «Милосердие».
29 мая 2013 года стало известно, что Провоторов назначен генеральным директором и президентом компании «Tele2 Россия» — телекоммуникационной дочерней структуры шведского холдинга Tele2, приобретённой в апреле 2013 года банком ВТБ.
С марта 2014 г, года являлся первым заместителем генерального директора Tele2 Россия.
Под руководством Провоторова была разработана стратегия развития компании, осуществлено слияние с мобильными дочерними компаниями «Ростелекома», выход в новые регионы, в том числе в Москву и Московскую область, начато предоставление услуг мобильной связи в стандартах 3G и 4G поколения.
После ухода из Tele2 Россия занимается венчурными инвестициями.

## Награды
Указом президента РФ в июле 2012 года награждён орденом Почёта.

## Семья
Супруга — Александра Скуратова (р. 18 августа 1981 года). Доцент кафедры международного права Московского государственного института международных отношений МИД России, дочь бывшего генерального прокурора РФ Юрия Скуратова.
У пары трое детей.